# Cosacavaddu ibleo
Il Cosacavaddu ibleo o Cosacavaddu rausanu, in italiano caciocavallo ibleo o caciocavallo ragusano, è un formaggio e prodotto tipico siciliano.
È una produzione tipica siciliana, come tale è stata ufficialmente riconosciuta e inserita nella lista dei prodotti agroalimentari tradizionali italiani (P.A.T) del Ministero delle politiche agricole alimentari e forestali (Mipaaf).
Il cosacavaddu ibleo è lo stesso formaggio riconosciuto come DOP col nome di Ragusano, la differenza è che per la produzione del cosacavaddu ibleo non si segue il disciplinare previsto per la denominazione d'origine protetta.